# 香取繁右衛門
香取 繁右衛門（かんどり しげえもん　又は しげうえいもん、文政6年6月2日（1823年7月9日） - 明治22年(1889年7月22日）は、日本の宗教家・香取金光教教祖。別名は、今井繁則（今井は娘の嫁ぎ先の姓）。

## 略歴
備中国浅口郡占見村字香取（現岡山県浅口市金光町）の農家・香取重平（かんどりじゅうへい）・志母（しも）の三男として生まれる。
19歳で結婚をした頃から、眼病に罹り、子供の死や妻の病気が相次ぎ、金神の祟りと言われる。そのため、妻の里の亀山（現倉敷市）へ転居するなど、何度も転居するが祟りと思われる不幸は続き、今の倉敷市船穂町にあった親戚筋と伝えられる小野うたの「堅磐谷の元金神」（「堅磐谷の婆さん」とも呼ばれた）の元へ参拝を始めるなど、避けるのではなく逆に熱心に金神を信心するようになる。その後小野うたに降臨した金神より請われ、金神信仰の継承者となった。
安政4年11月6日（1857年12月21日）、立教の神宣を承け、神と人とを取り次ぐ結界奉仕が始まり、亀山の金神様と呼ばれた。赤沢文治（金光大神）は実兄であり、熱心に参拝していた。信仰的には厳格であり、自らに厳しい修行を行った。
なお、小野うたの娘はる以降、「堅磐谷の元金神」は、神道香取金光教堅磐谷教会となった。